# 르와마가나

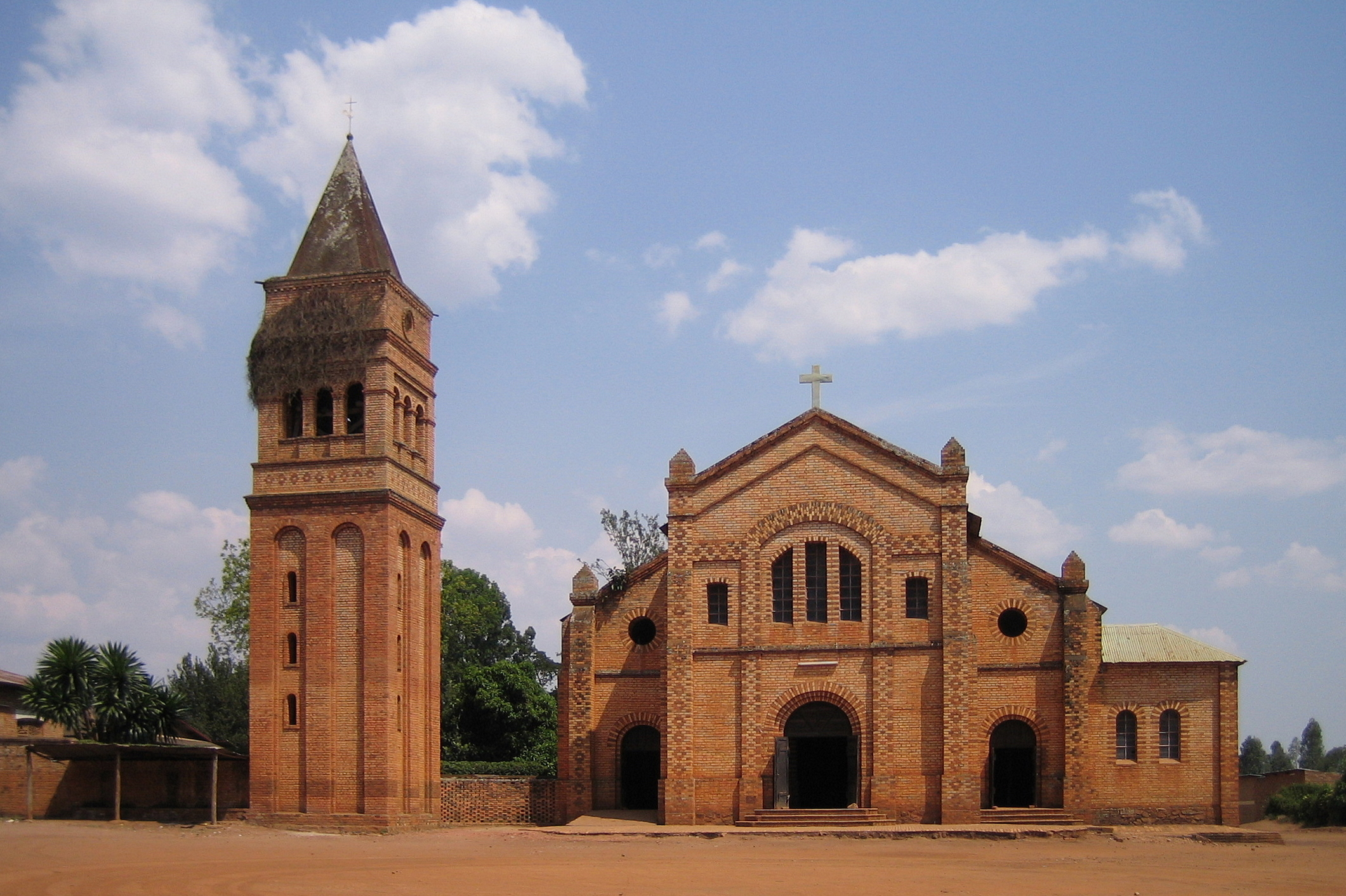
르와마가나 교구 교회

르와마가나(Rwamagana)는 르완다 동부 주에 위치한 도시로 동부 주의 주도이며 면적은 87km2, 높이는 1,528m, 인구는 47,203명(2015년 기준), 인구 밀도는 540명/km2이다. 키갈리에서 약 50km 정도 떨어진 곳에 위치한다.